# Cap de la Vila (Miravet)
El Cap de la Vila és l'autèntic nucli antic de Miravet, format per carrers estrets i costeruts donat que el terreny és abrupte. Situat a la banda sud del nucli urbà de la població de Miravet, als peus del castell de Miravet i al costat del riu Ebre.
De fet, el nucli està format per un entramat de cases penjades sobre el curs del riu, enfilades per la muntanya i els penya-segats que caracteritzen la zona. En alguns d'aquests carrers hi ha porxos, destacant l'antic portal que tancava la població, el qual comunica el carrer del Riu amb el del Forn. Dels edificis situats a la riba del riu destaca l'antiga drassana medieval de la vila i el molí Salat. Seguint el traçat del carrer del Forn s'arriba a l'església vella de Miravet, situada al capdamunt del nucli, i les restes de l'antiga aljama musulmana de la vila, on hi havia hagut la mesquita. Davant l'església hi ha el mirador de la Sanaqueta, antic pati de la mesquita, amb unes grans vistes del riu i de la zona. Des de la plaça, seguint el carrer de Ferreries, on es ferraven els cavalls dels senyors del castell, s'arriba a la costa de Riago, camí empedrat. Des de la mateixa plaça s'agafa el camí que puja al castell. Pel que fa als edificis que integren aquest nucli són, en general, rectangulars, amb les cobertes d'un i dos vessants majoritàriament i distribuïts en planta baixa, dos pisos i golfes, algunes amb galeries encara obertes. A les cases del carrer del Riu resten plaques commemoratives de la riuada de 1907. Cal destacar, a la part superior del portal d'accés al nucli, la placa de la riuada de 1787, la més gran registrada a l'Ebre.

## Història
El Cap de la Vila és el nom que es dona al nucli antic d'origen medieval de Miravet, articulat a uns 43 metres d'alçada, sota el Castell de Miravet, a la riba occidental de l'Ebre, just en el meandre del Tamarigar. El nucli històric de Miravet és format per un entramat de cases que pengen sobre el riu i que s'enfilen per la muntanya i els penya-segats. Pujant pels seus carrers es pot trobar els típics carrers porxats, amb diferents plaques commemoratives de les riades que ha patit Miravet, l'església parroquial barroca consagrada a la Nativitat de la Mare de Déu i un seguit de carrers dits del Castell, el Fosc i el del Barranc de Pol. Altres carrers són el del Nord, el Carrer Ample, el de la Creu, el Carrer Nou i la plaça de l'Església. Als peus d'aquesta també es poden apreciar les antigues drassanes medievals o l'antic molí.
El nucli es va ampliar posteriorment cap al nord-est formant el Raval dels Canterers. A més a més de l'església vella Miravet posseeix una de nova bastida després de la Guerra Civil i dedicada a la Immaculada, a la planada on s'ha estès modernament la població, al camí vers Benissanet.
El primer cap de setmana d'agost se celebra la festa major d'estiu consagrada a Sant Domènec de Guzmán, patró dels terrissers. A més també se celebra la festa major d'hivern dedicada a la Mare de Déu de Gràcia i la diada de Sant Antoni amb la tradicional benedicció d'animals.